# Fuente de Glauce
La Fuente de Glauce (en griego antiguo: Κρήνη τῆς Γλαύκης, romanizado: Krēnē tēs Glaukēs) fue una  fuente de la ciudad de Corinto, en Grecia. Sus ruinas se encuentran en el yacimiento arqueológico de la Antigua Corinto, en el actual pueblo de Archaía Kórinthos del municipio de Kórinthos.
Estaba situada en la ladera occidental de la colina del templo de Corinto, al noroeste del ágora. El manantial toma su nombre de Glauce (también conocida como Creúsa), hija de Creonte, rey de Corinto, que se casó con Jasón. Cuando Medea regaló a Glauce un manto envenenado, intentó escapar de la sensación de ardor saltando a una fuente. De ahí le viene el nombre.
Ya en los tiempos del período clásico y helenístico se construyó una fuente. Posiblemente fue construida ya en la época arcaica en el siglo V a. C., al mismo tiempo que el cercano Templo de Apolo. Los romanos probablemente la destruyeron junto con el resto de la ciudad en el 146 a. C., pero luego la reconstruyeron.
Inmediatamente al este de la fuente, en época romana, se encontraba el llamado Templo C.
Otra fuente importante cerca del ágora corintia era la Fuente Pirene.